# إنجي أبو السعود
إنجي أبو السعود ممثلة ووكاتبة ومعدة برامج ومقدمة برامج مصرية من مواليد محافظة القاهرة.

## مسيرتها المهنية
تخرجت إنجي أبو السعود في قسم اللغة الإنجليزية في كلية التجارة بجامعة القاهرة، ثُم التحقت بالعمل ضمن فريق إعداد برنامج البرنامج الذي كان يقدمه الإعلامي باسم يوسف، وكانت تُشارك بالأدء التمثيلي في بعض الفقرات التمثيلية والاستعرضات خلال البرنامج. وبعد توقف برنامج البرنامج، اتجهت إنجي أبو السعود إلى إعداد وتقديم برامج خاصة بها على موقع يوتيوب على شبكة الإلنترنت مثل برنامج «ساليزون» وبرنامج «فينييت»، ثم قدمت برنامج بعنوان «شاكب راكب» الذي عُرض على قناة الحياة، ثم برنامج «رحالة» الذي بثته منصة شاهد الرقمية التابعة لشبكة قنوات إم بي سي، كما شاركت بالتمثيل في فقرات عدد من البرامج التليفزيونية مثل برنامج «متحف الدحيح» وبرنامج «أشرف يقدمه أيمن». اتجهت إنجي أبو السعود أيضًا للكتابة فشاركت في عدد من ورشات الكتابة التليفزيونية والسينمائية، ثم كتبت سيناريو مسلسل «سفاح الجيزة» الذي عُرض في عام 2023، كما شاركت بالتمثيل في نفس المسلسل، ثُم توالت مُشاركاتها في السينما والتليفزيون.

## أعمالها

### البرامج
- البرنامج
- شاكب راكب
- متحف الدحيح
- أشرف يقدمه أيمن

### الأفلام
- الفستان الأبيض: أنتج عام 2024، ولعبت فيه دور «دعاء».

### المسلسلات
- سفاح الجيزة: أنتج عام 2023، ولعبت فيه دور «نور».
- زينهم: أنتج عام 2023، ولعبت فيه دور «يمنى».
- بريستيج: أنتج عام 2025.[3]

## وصلات خارجية
- صفحة الممثلة على قاعدة بيانات الأفلام العربية